# Eshref Ademaj
Eshref Ademaj (ur. 1940 w Zhurze, zm. 1994 w Prisztinie) – kosowski matematyk, autor kilku podręczników do matematyki.

## Życiorys
Ukończył studia matematyczne w 1964 roku na Uniwersytecie w Prisztinie.
Od 1967 roku pracował w Wyższej Szkole Technicznej w Prisztinie.
W 1970 roku ukończył studia podyplomowe na Wydziale Nauk Przyrodniczych na Uniwersytecie w Belgradzie.
Specjalizował się na Moskiewskim Uniwersytecie Państwowym (1972–1973) i Uniwersytecie w Heidelbergu (1982-1983).
Był dziekanem (1977–1979), a następnie prodziekanem (1979–1980) Wydziału Matematyczno-Przyrodniczego Uniwersytetu w Prisztinie.
W 1993 roku został członkiem korespondentem na Akademii Nauk i Sztuk Kosowa.

## Prace naukowe[1]
- Grupet lokale nilpotente pa përdredhje (1970)
- O uslovima konačnosti u lokalno nilpotentnim grupama bez torzije (1974)
- Për izolatorët dhe nëngrupet e izoluara në grupet lokale nilpotente pa përdredhje (1974)
- Konačne proste grupe s rešivim centralizatorom involucije (1975)
- Prilog teoriji konačnih jednostavnih grupa (disertacioni i doktoraturës) (1976)
- A characterization of the simple group Ln(2) (1978)
- On a projective plane of order 11 on which operates a group of order 63 which fixes a subplane of order 2 (1984)
- On the Classification of Projective Planes of Order 15 with a Frobenius Group of Order 30 as a collineations group (1985)
- Karakterizacija grupe L6(2) trečim centralizatorom involucije (1986)
- On the Non-existence of Projective Planes of Order 15 with a Frobenius Group of Order 30 as a collineations group (1986)
- Biplanes of Order 14 with a Cyclic Group of Order 14 (1989)
- Biplanes of Order 14 with a Group of Order 28 (1989)